# Марчишина Буда
Марчишина Буда (укр. Марчишина Буда; до 2025 года — Марчихина Буда) — село,
Марчихино-Будский сельский совет,
Шосткинский район,
Сумская область,
Украина.
Код КОАТУУ — 5925681901. Население по переписи 2001 года составляло 1161 человек.
Является административным центром Марчихино-Будского сельского совета, в который, кроме того, входят сёла
Демьяновка,
Ломленка,
Родионовка и
Руденка.

## Географическое положение
Село Марчихина Буда находится на берегу реки Шеенка,
выше по течению на расстоянии в 3 км расположено село Демьяновка,
ниже по течению на расстоянии в 1 км расположено село Руденка.
К селу примыкает большой лесной массив (сосна, дуб).

## История
- Первое датированное упоминание о селе относится к 1660 году.

## Происхождение названия
Село получило название от имени жены литовского дворянина Марка Кимбери-Марчихи, которая занималась тут варкой поташа и смолы. Будами назывались такие предприятия в лесу.

## Экономика
- ООО «Твист».
- ООО «Обрий».

## Объекты социальной сферы
- Детский сад.
- Школа.
- Дом культуры.
- Фельдшерско-акушерский пункт.